# Сајански рејон
Сајански рејон (рус. Саянский район) је општински рејон у југоисточном делу Краснојарске Покрајине, Руске Федерације.
Административни центар рејона је насеље Агинскоје (рус. Агинское), који се налази на удаљености 217 км јужноисточно од Краснојарска.
Рејон је основан 4. априла 1924. године. Састоји се од 14 насељених места. 
Суседни територије рејона су:
- север: Рибински рејон;
- исток: Ирбејски рејон;
- југоисток: Иркутска област
- југ: Курагински рејон;
- запад: Партизански рејон;

Укупна површина рејона је 8.031 km².
Укупан број становника рејона је 11.143 (2014).